# فريدة تشيشك أوغلو
ولدت فريدة تشيشك أوغلو في عام 1951 في مدينة أنقرة. ودرست في كلية الثقافة والمعرفة وفي جامعة الشرق الأوسط الفنية. وكتبت فريدة مشروع الدكتوراه في جامعة بنسلفانيا من خلال منحة فولبرايت كمهندسة معمارية. شغلت فريد تشيشك أوغلو منصب عضو هيئة التدريس في جامعة المعلومات بإسطنبول. وعقب الإنقلاب العسكري في 12 سبتمبر ظلت في السجن أربع أعوام. وعقب خروجها من السجن أصدرت أول كتاب لها بعنوان «موسيقى الجاز الحزينة» حيث أنها أصدرته عن دار نشر «القلم» والتي تكون محررة به. ثم بعد ذلك أصدرت فريدة تشيشك أوغلو ثاني كتاب لها بعنوان «فليطلقوا النار على الطائرة الورقية» حيث أنها تروي به حياة الطفل التي تعرفت عليه في السجن ثم تحول هذا الكتاب إلى فيلم. وقد تسبب إعجابها الشديد بالفيلم إلى إنتاجها أفلام جديدة وكتابتها للكتب الجديدة. وفي عام 1990 رشُحت إلى جائزة الأوسكار في مجال أفضل فيلم أجنبي عن فيلم (رحلة إلى الأمل) حيث أنها كتبت السيناريو الخاص به في عام 1990. وحازت فريدة تشيشك أوغلو على جائزة الأدب \ مركز الثقافة ليبون في عام 1992 عن كتابها بعنوان «هل توفي والدكم» حيث أنه يتألف من عشر قصص تغطي فترة 1980 – 1990.

## أفلامها–السيناريو(6أفلام)
•	البنات الذهبية – 2009
•	خلف القضبان – 2007
•	بيت الملائكة – 2000
•	إسطنبول المدينة الذهبية – 1996
•	الجانب الآخر للماء – 1991
•	رحلة إلى الأمل – 1990
•	فليطلقوا النار على الطائرة الورقية – 1989
•	المكان الذي انتهى به الربيع – 1989

## أفلامها–أعمالها(فيلمواحد)
•	فليطلقوا النار على الطائرة الورقية – 1989

## الإخراجالفني
•	فليطلقوا النار على الطائرة الورقية – 1989

## الجوائز
•	أفضل سيناريو عن فيلم فليطلقوا النار على الطائرة الورقية في مهرجان الأفلام بإنطاليا السادس والعشرون – 1989
•	جائزة الأدب بالمركز الثقافي بليبون عن كتاب «هل توفي والدكم».

## الوصلات الخارجية
- فريدة تشيشك أوغلو على موقع IMDb (الإنجليزية)
- فريدة تشيشك أوغلو على موقع قاعدة بيانات الفيلم (الإنجليزية)

http://www.belgeler.com/blg/rjc/feride-iekolu-hayati-sanati-eserleri-feride-iekolu-her-life-her-art-her-works نسخة محفوظة 24 سبتمبر 2014 على موقع واي باك مشين.
http://absm-bursa.blogspot.com/2008/11/1992-mays-yazar-adalet-aaolu-ve-oscar-l.html
http://www.sinematurk.com/kisi.php?1398 نسخة محفوظة 13 أغسطس 2020 على موقع واي باك مشين.
http://www.edebik.com/yazar.php?sayfa=ayrinti&yazar_id=174 نسخة محفوظة 24 سبتمبر 2014 على موقع واي باك مشين.